# Drevo glasov
Drevo glasov je mladinski roman slovenskega pisatelja Miha Mazzinija. Izšel je leta 2005.

## Vsebina
Alja pride na počitnice v vas, ki jo oblegajo trgovski potniki. Zgodba o podivjanem potrošništvu.

## Ocene
V Mladini so zapisali: 'nič kaj pravljična vizija usode jutrišnjega (beri: tudi že današnjega) bitja in žitja naše potrošniško naravnane družbe.'

## Nagrade
Roman je bil nominiral za nagrado desetnica.